# Венеційський міст (Київ)
Венеційський міст — міст над Венеційською протокою, назва якого походить від місцевого топоніму «Київська Венеція», що належав до острівного поселення Передмостова слобідка (знищено нацистами у 1943 році). Довжина — 144 м, ширина — близько 10 м.

## Історія
Міст відкрито у 1966 році. З'єднує Гідропарк, закладений 1965–1968 роках на місці слобідки, з Долобецьким островом. Автори проєкту — інженер В. Коваль, архітектори — О. Ільяшенко, В. Суворов, І. Шпара.

## Особливості будови
За конструкцією — однопрогінний, арковий, збірний залізобетонний. Прогінна частина складається зі з'єднаних напіварок, на які спираються вертикальні стовпи, що підтримують панелі дорожнього полотна з тротуарами. На кінцевих частинах моста влаштовано гранітні сходи до пляжів. Прилеглі берегові відкоси облицьовано фактурними та гладенькими бетонними плитами. Просте металеве огородження складається з вертикальних стрижнів. Вдало віднайдені пропорції, гарно прорисована полога кругова дуга ажурної споруди створюють виразний образ одного з найкращих мостів Києва.

## Зображення

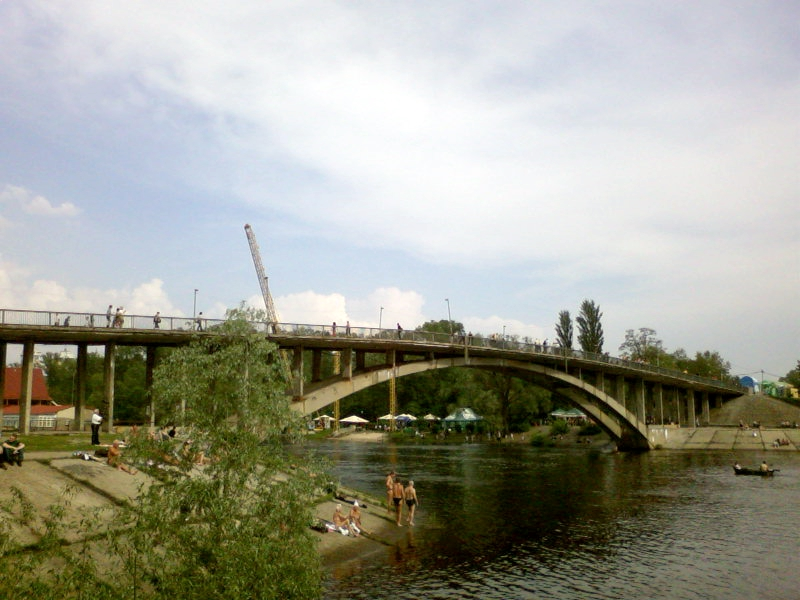
Травень 2010
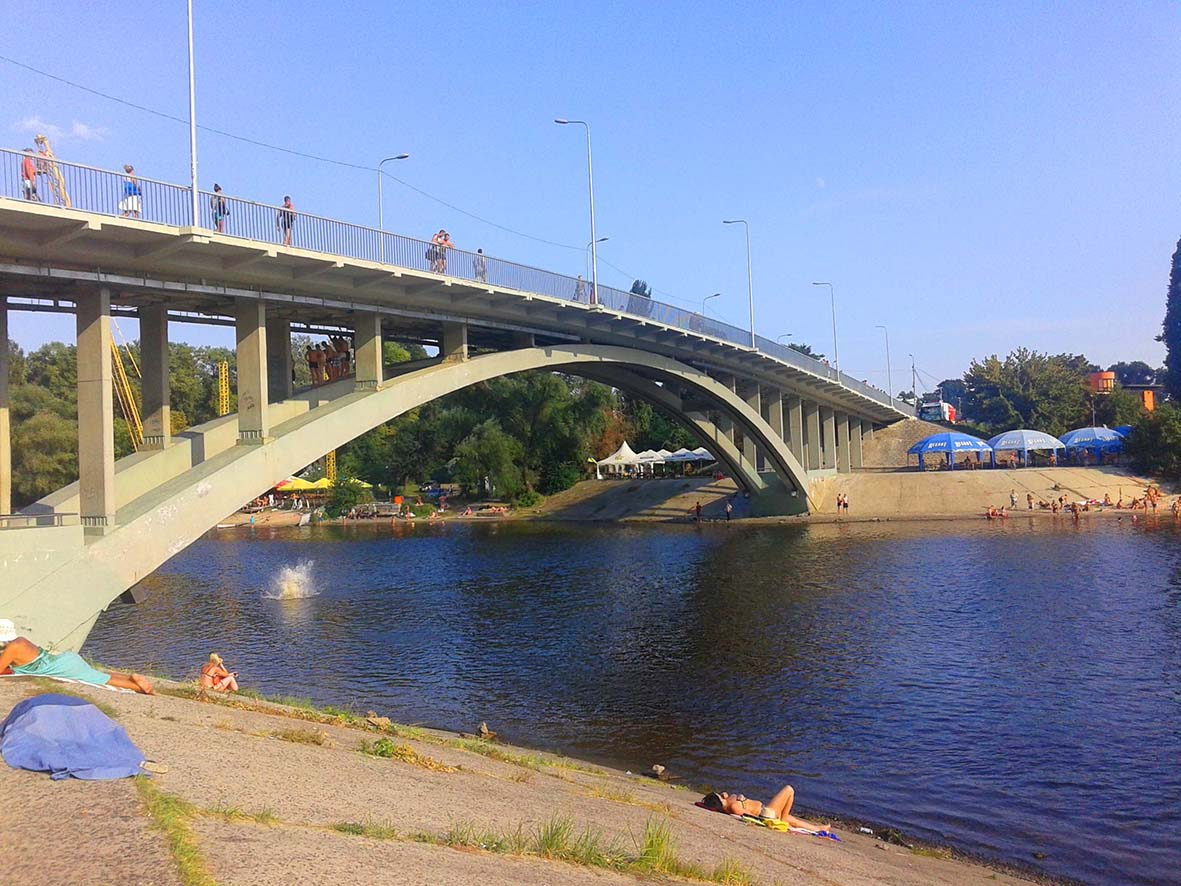
Серпень 2014
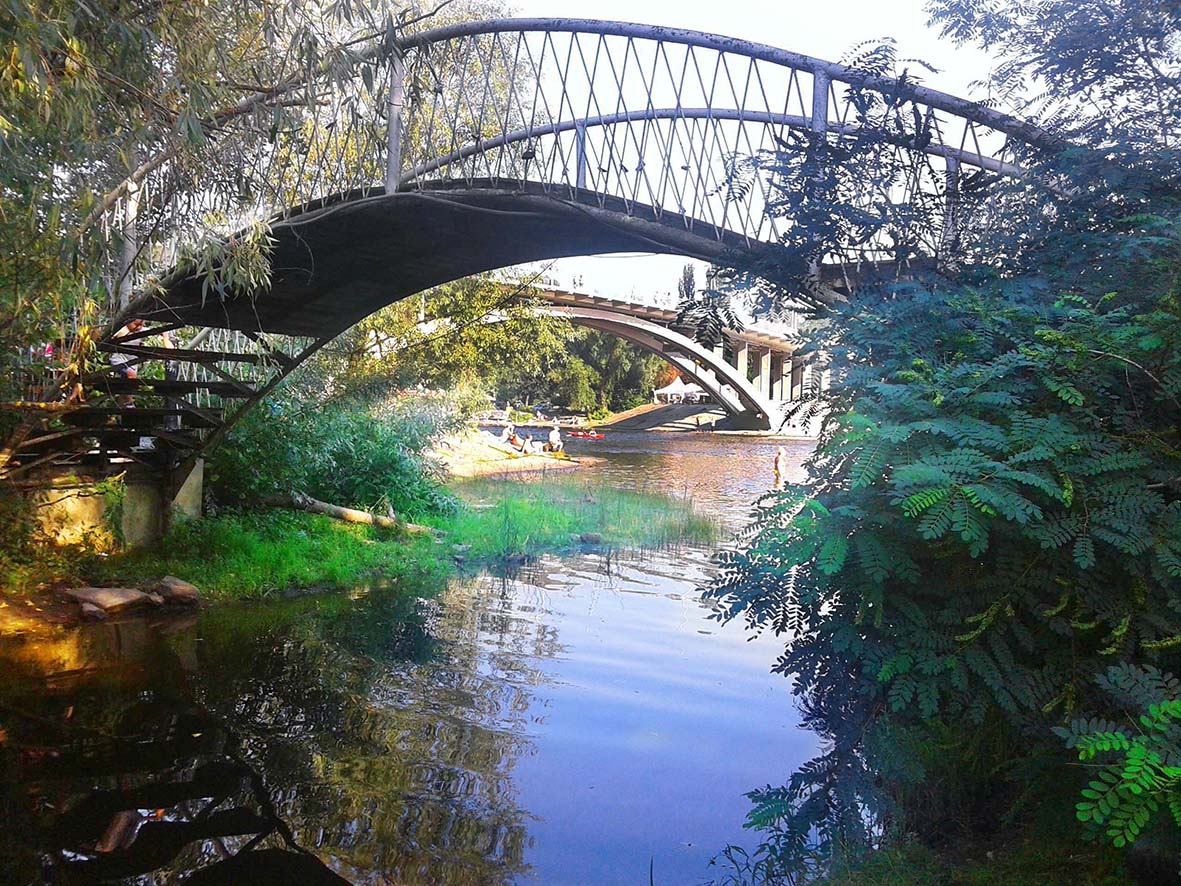
Венеційська протока та Долобецький острів
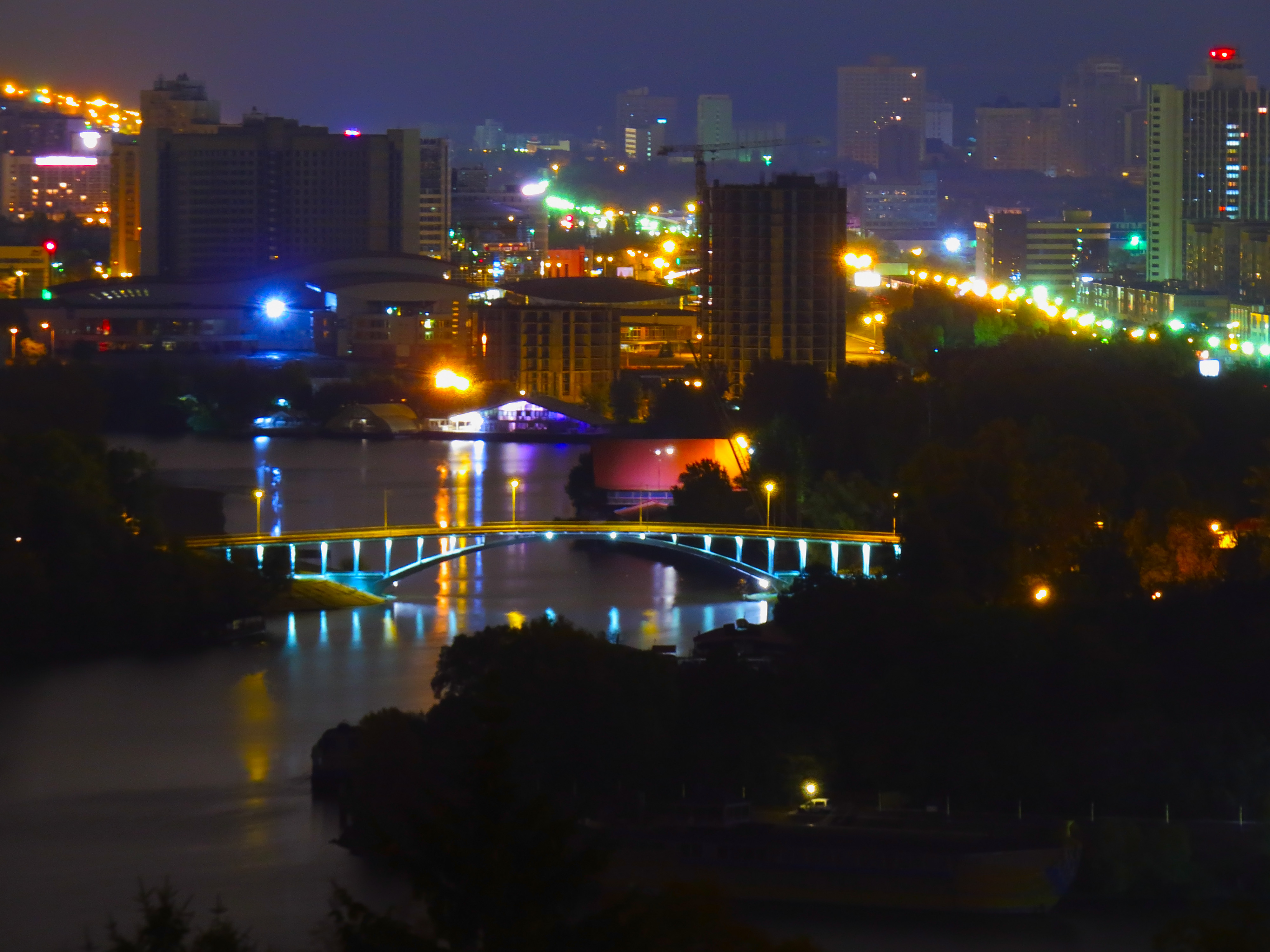
Венеційський міст вночі. Жовтень 2015